# Lindenallee 35 (Wernigerode)

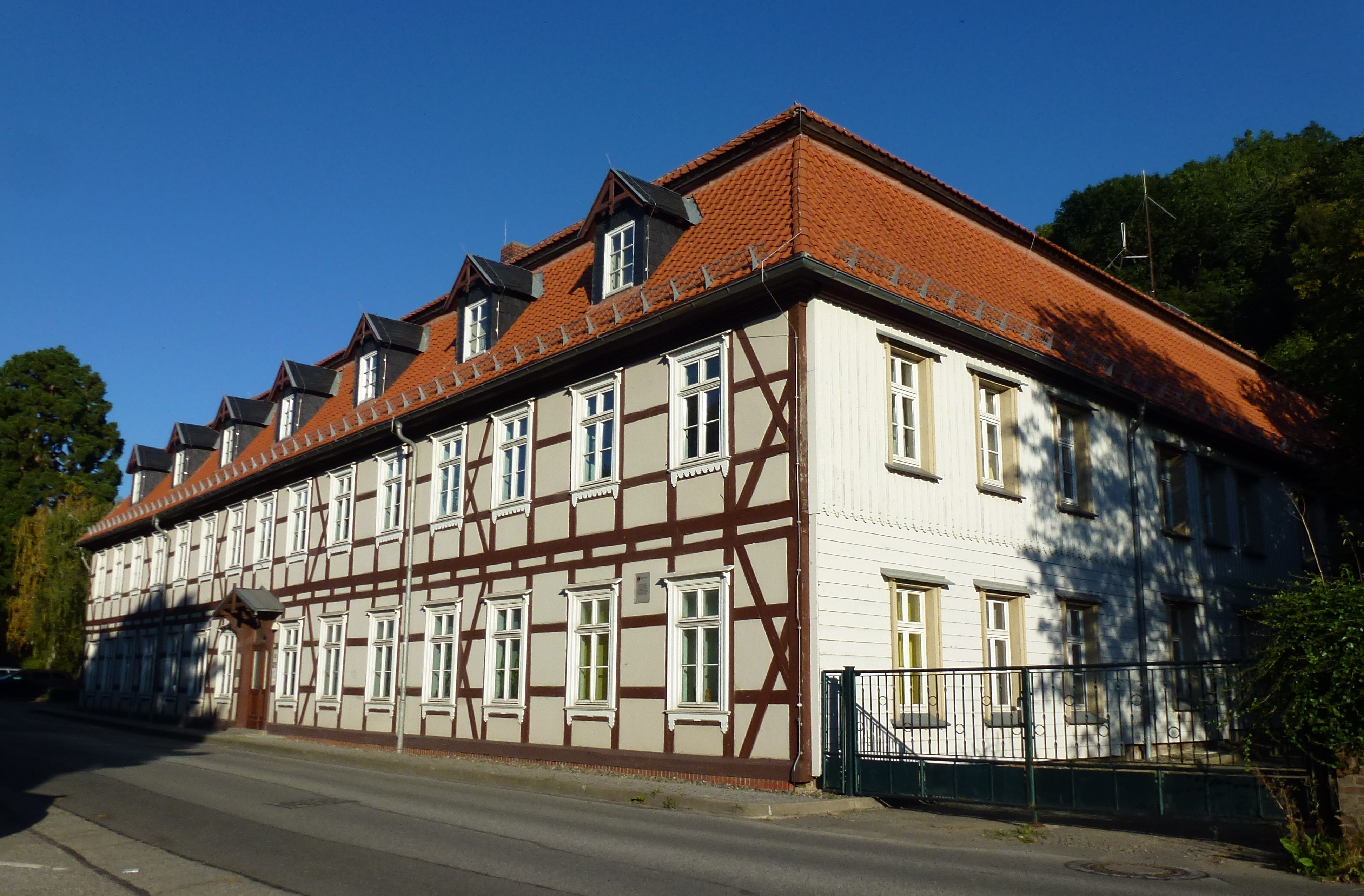
Wernigerode, Lindenallee 35

Das Haus Lindenallee 35 ist ein denkmalgeschütztes Fachwerkhaus in der Altstadt von Wernigerode, Landkreis Harz, in Sachsen-Anhalt. Es handelt sich um ein früher als Waisen- und dann als Arbeitshaus genutztes Gebäude aus dem 18. Jahrhundert, das bis zu Beginn der 1930er Jahre als Verwaltungssitz der Kammer von Fürst zu Stolberg-Wernigerode diente und heute vom Nationalpark Harz als Verwaltungsgebäude genutzt wird.

## Lage
Das Gebäude befindet sich am südöstlichen Ende der Wernigeröder Innenstadt direkt unterhalb von Schloss Wernigerode, an der Lindenallee, direkt gegenüber vom ehemaligen fürstlichen Küchengarten unterhalb des Burgberges.

## Architektur und Geschichte
Es handelt sich um ein zweigeschossiges Gebäude im Fachwerkstil. Auch das Dachgeschoss ist ausgebaut.
Das Gebäude entstand 1736 im Auftrag des Grafen Christian Ernst zu Stolberg-Wernigerode nach dem Vorbild des von August Hermann Francke errichteten Waisenhauses in Halle (Saale).
Das erste Waisenhaus in Wernigerode ist aus einer ehemaligen Armenschule entstanden und wurde im Jahre 1714 durch den Superintendenten der Grafschaft Wernigerode, Heinrich Georg Neuß, in einem Gartenhaus beim Westerntor gegründet. Nach neun Jahren wurde es in ein Haus am Oberpfarrkirchhof und nach weiteren elf Jahren in ein Gebäude in der Breiten Straße verlegt. Aber die räumlichen Verhältnisse waren in diesen Häusern stets zu eng, so dass Graf Christian Ernst zu Stolberg-Wernigerode den Bau eines neuen Waisenhauses am Fuße des Schloßberges genehmigte und Grund und Boden dazu abtrat. Am 18. Juli 1736 wurde der Grundstein zu dem langen, mit einer 29 Fenstern umfassenden Straßenfront versehenen Fachwerkhaus in der heutigen Lindenallee gelegt.
Als die Unterhaltung des großen Gebäudes zu kostenintensiv wurde, erfolgte im Jahre 1875 dessen öffentliche Versteigerung, bei der es durch Graf Otto zu Stolberg-Wernigerode erworben wurde. Dieser ließ hier den Sitz der gräflichen Kammerverwaltung einrichten. Heute hat der Nationalpark Harz hier einen seiner Verwaltungssitze.
Im örtlichen Denkmalverzeichnis ist das Haus als Baudenkmal unter der Erfassungsnummer 094 03291 verzeichnet.